# جيا سكالا
جيا سكالا (Gia Scala) هي ممثلة وعارضة أزياء إنكليزية من أصل إيطالي وأيرلندي (3 مارس 1934 – 30 أبريل 1972).

## روابط خارجية
- جيا سكالا على موقع IMDb (الإنجليزية)
- جيا سكالا على موقع الموسوعة البريطانية (الإنجليزية)
- جيا سكالا على موقع ألو سيني (الفرنسية)
- جيا سكالا على موقع أول موفي (الإنجليزية)
- جيا سكالا على موقع قاعدة بيانات الأفلام السويدية (السويدية)
- جيا سكالا على موقع إن إن دي بي (الإنجليزية)
- جيا سكالا على موقع قاعدة بيانات الفيلم (الإنجليزية)
- جيا سكالا على موقع كينوبويسك (الروسية)